# Casting Society of America
Casting Society of America (CSA), fundada em Los Angeles, Califórnia, em 1982, é uma sociedade profissional formada por cerca de setecentos supervisores de elenco para cinema, televisão e teatro da Austrália, Canadá, Índia, França, Alemanha, Irlanda, Espanha, Itália, o Reino Unido e os Estados Unidos.

## Elegibilidade
Os seguintes requisitos devem ser atendidos, a fim de participar do CSA:
- Cartas de patrocínio de, pelo menos, dois membros do CSA;
- Dois anos de trabalho como diretor de elenco.